# Lithocarpus conocarpus
Lithocarpus conocarpus är en bokväxtart som först beskrevs av Cornelius Anton Jan Abraham Oudemans, och fick sitt nu gällande namn av Alfred Rehder. Lithocarpus conocarpus ingår i släktet Lithocarpus och familjen bokväxter. Inga underarter finns listade.